# Trackmania Nations
Trackmania Nations är ett gratis datorspel i 3-D-miljö i Trackmania-serien.
Trackmania Nations är ett racingspel med möjlighet att själv bygga avancerade banor, spela online för sitt land och även skapa en egen server för sin klan med egna spel.
I Trackmania Nations kan man ansluta sig till servrar i olika länder, och till olika typer av spel. "Time attack" innebär att man under en viss tid kan starta om ett valfritt antal gånger för att på den aktuella banan slå nya rekord. "Rounds" innebär att man kör banan en gång, om man åker av eller välter är man ute ur spelet. "Laps" innebär att man kör varv på varv (multilap) där den snabbaste tiden räknas. Dessutom finns solobanor, ett antal banor som man kan träna på.
Bilens utseende är detsamma hela tiden, sånär som på att man kan måla bilen i valfri färg och dekorera den med dekaler, antingen de medföljande eller egentillverkade. 
Den 16 april 2008 släpptes uppföljaren, Trackmania Nations Forever. Även detta är gratis.